# Tonhil
Tonhil (mongoliska: Тонхил Сум, Тонхил) är ett distrikt i Mongoliet.   Det ligger i provinsen Gobi-Altaj, i den västra delen av landet, 1 000 km väster om huvudstaden Ulaanbaatar.